# Shinkaichi

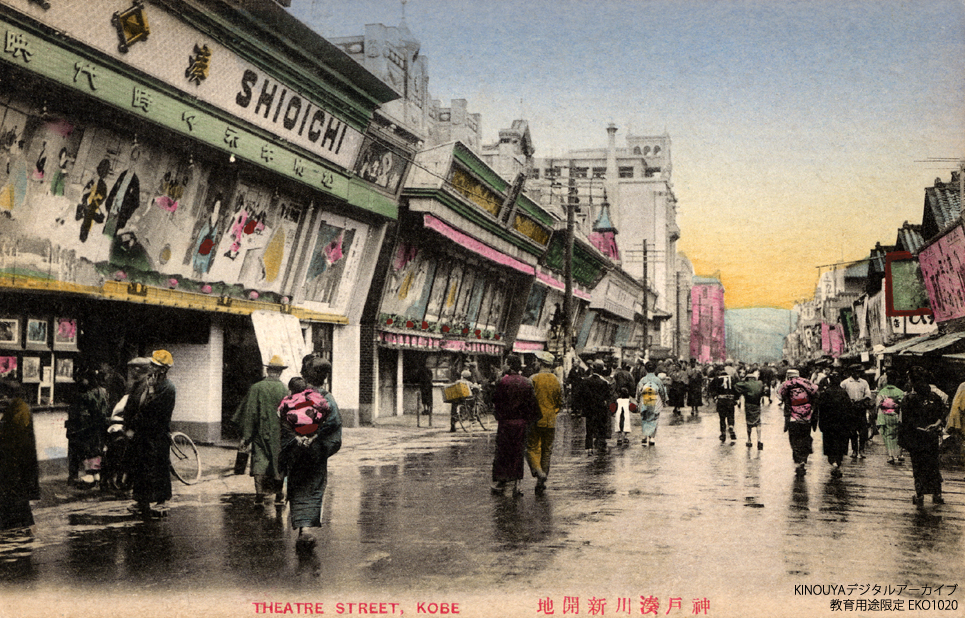
Carte postale de Shinkaichi teintée à la main

Shinkaichi (新開地, Shinkaichi) est un district de la ville de Kōbe au Japon. 

## Situation et accès
C'est l'un des principaux secteurs du centre-ville dans la ville.

## Origine du nom
Le nom de Shinkaichi signifie « zone nouvellement ouverte ». Il est ainsi nommé parce que le quartier s'est vraiment nouvellement développé après le déplacement de la Minato-gawa (rivière) à partir de cette zone à l'extrémité ouest de la ville au début du XXe siècle. 

## Historique
Avant la Seconde Guerre mondiale et les bombardements de Kobe par l'aviation américaine en 1945, ce quartier est la plus grande section du centre-ville de Kobe.
Des années 1920 aux années 1940, ce quartier est également célèbre en tant que « ville de théâtres ». Cependant, après que ces théâtres ont perdu leur popularité dans les années 1960, ce quartier perd rapidement son statut.